# John Wrawe
John Wrawe (mort le 6 mai 1382) était un chef rebelle pendant la révolte des paysans anglais en 1381. On sait peu de choses de lui. Il était un aumônier originaire de Sudbury, dans le Suffolk, avant la révolte. Il mène une bande de révoltés dans le Suffolk durant quelques jours au mois de juin 1381, avant d'être capturé, jugé, et exécuté à Londres le 6 mai 1382. Son rôle dans la révolte est peu clair, mais des exactions notables furent commises en son nom, notamment l'assassinat de sir John Cavendish (le juge en chef du banc du roi) le 13 juin 1382 et le saccage du Corpus Christi College deux jours plus tard.

## Sources
Les études de la révolte des paysans dans le Suffolk tendent à s'appuyer fortement sur la Chronica Maiora du moine de St-Albans Thomas Walsingham. Bien qu'il donne un niveau de détail exceptionnel sur la rébellion, Walsingham n'avait aucun lien personnel avec le comté. Il a très probablement obtenu ses informations d'un contact à l'abbaye de St-Edmund à Bury. Ses inexactitudes laissent supposer un manque de connaissance de première main, attribuant une date de début incorrecte à la révolte, un lieu incorrect au meurtre de John Cavendish et décrivant une rencontre entre Wat Tyler et John Wrawe qui n'aurait pas pu avoir lieu. Un autre compte rendu détaillé des événements de Bury et Mildenhall est celui de l'aumônier de Bury, John Gosford, qui était très probablement un témoin oculaire d'au moins certains événements. Une autre source pour établir la biographie de John Wrawe est le témoignage de John Wrawe lui-même, dans lequel il a déposé contre d'autres personnes devant le banc du roi en mai 1382. Le témoignage de John Wrawe est cependant sujet à caution, puisque contrairement à John Ball, Wrawe cherchait à éviter la condamnation à mort et cherchait à rejeter ses actes sur d'autres. D'autres rebelles cherchèrent d'aileurs à utiliser Wrawe comme bouc émissaire.

## Biographie

### Identité et passé
Comme John Ball, Wrawe était membre du clergé. Dans son témoignage de mai 1382, il déclare qu'il était originaire de Sudbury, dans le sud du Suffolk. Un registre du Parlement, qui contient une liste pour chaque comté de personnes clés à exclure de l'amnistie générale, indique qu'il était aumônier. Sudbury avait deux paroisses à cette époque: All Saints et St Gregory, et une chapelle de St-Peter. L'un des rebelles avec lequel Wrawe a coopéré, Geoffrey Parfay, était le vicaire de l'église de All Saints, il est donc possible que les deux rebelles aient été associés dans la même paroisse avant le début de la rébellion. En dehors de sa profession d'aumônier, on ne sait rien des antécédents de Wrawe. Pour ajouter à la confusion, deux individus du nom de John Wrawe, tous deux occupant des fonctions cléricales, figurent sur la liste des rebelles du Suffolk. Cela semble très improbable. L'un d'eux est inscrit comme aumônier à Sudbury, l'autre comme pasteur à Ringsfield, deux endroits situés aux extrémités opposées du comté. En outre, le témoignage du Wrawe de Sudbury ne fait aucune mention des actions menées par l'"autre" Wrawe, qui se sont produites dans une zone très confinée à l'est du Suffolk.

### Causes et revendications de la révolte des paysans
La révolte des paysans a commencé en mai 1381, déclenchée par un impôt de capitation de 4 pences récemment imposé à chaque adulte, qu'il soit paysan ou riche. La révolte n'était pas seulement une question d'argent, car les paysans cherchaient également à obtenir une plus grande liberté et d'autres réformes sociales. Ils exigeaient que chaque ouvrier soit autorisé à travailler pour l'employeur de son choix et cherchaient à mettre fin au servage et à d'autres démarcations sociales rigides. Il y eut des soulèvements dans toute l'Angleterre, avec une grande partie de l'agitation concentrée sur l'Essex et le Kent. Une partie importante de la société anglaise de ces régions, surtout la noblesse et les riches établissements religieux, s'opposa au soulèvement. De nombreux paysans et ouvriers furent inspirés par les enseignements de John Ball, un prêtre radical qui prêcha que tous les humains devaient être traités de manière égale, en tant que descendants d'Adam et Eve. De plus, la révolte fut une conséquence de la violente épidémie de peste qui sévit en Angleterre à la fin des années 1340, et qui priva l'économie de nombreux travailleurs. Enfin, la guerre de Cent Ans pesait également sur le royaume d'Angleterre,.

### John Wrawe dans la révolte
Selon son propre témoignage, Wrawe rejoint le 12 juin 1381 une compagnie rebelle se rassemblant à un endroit appelé Liston, près de la frontière du Suffolk avec l'Essex. Il ne parle pas d'y arriver en tant que chef. Toujours selon Wrawe, le jour de son arrivée parmi ces rebelles, ils détruisirent le manoir de Overhall à Liston, appartenant au marchand et ancien conseiller privé Richard Lyons. Le 13 juin, la compagnie s'installa à Cavendish, où ils entrèrent dans l'église et volèrent les biens de Sir John Cavendish, qui avaient été enfermés dans le clocher pour des raisons de sécurité. Ils se rendirent ensuite à Melford Green, où ils burent le vin qu'ils avaient volé à Cavendish et laissèrent les autres biens volés à un tavernier appelé Enewene. Wrawe attribue à un homme appelé Ralph Somerton, un teinturier de Sudbury, le vol des clés de l'église de Cavendish et la conduite des rebelles jusqu'au clocher de l'église où ils ont trouvé les biens qu'ils volèrent. Autrement, il se décrit comme pleinement impliqué dans toutes ces actions. Il ne s'attribue généralement pas un rôle de leader, mais il n'exclut pas non plus un tel rôle en l'attribuant à d'autres par exemple. Il y a cependant une action dans laquelle il indique son importance en tant que chef des rebelles : il admet avoir envoyé le 12 juin un messager à Sudbury "pour appeler tous les hommes de cette ville" à se joindre à eux à Liston. Un autre aspect intéressant du récit de Wrawe est la nature des actions qu'il raconte. Il y a cinq paragraphes qui décrivent les événements des 12 et 13 juin. L'un concerne l'incitation à la rébellion, mais les quatre autres concernent la destruction de biens et le pillage. Les historiens doivent utiliser le terme "pillage" avec précaution. Le témoignage de Wrawe, comme d'autres documents juridiques, est écrit avec les mots du greffier plutôt qu'avec ceux de l'accusé. Une autre perspective pourrait être que la compagnie réquisitionnait des biens, à la manière d'une armée, pour se soutenir pendant la rébellion. Dans le cas de la compagnie de Wrawe, cependant, le pillage semble être une description plus appropriée : voler et boire du vin n'était pas une nécessité inévitable de la rébellion. Le pillage semble d'ailleurs être le propre du commandement de John Wrawe. Celui-ci prit en effet rapidement l'ascendant sur ses compagnons de révolte et devint le meneur de la "compagnie de Wrawe".
Le 13 juin, l'arrivée de Wrawe à Bury marque un tournant dans la rébellion, qui va devenir de plus en plus violente. Au cours des trois jours suivant cette arrivée, quatre personnes ont été assassinées à Bury et dans les environs : Sir John Cavendish (le juge en chef du banc du roi) ; John Cambridge (le prieur de l'abbaye de la ville) ; John Lakenheath (un moine) ; et un homme simplement décrit comme "une personne digne du voisinage" [valentem de patria]. Cependant, le rôle de Wrawe est à relativiser : la population de Bury était violemment opposée à ces hommes en raison d'une querelle autour de l'indépendance de l'abbaye de la ville. Lorsque Wrawe souleva la population de Bury, celle-ci échappa à son contrôle et entama une révolte beaucoup plus dure que celle qu'il avait lui-même mené.
Le 14 juin 1381, la bourgade de Thetford est menacée d'une attaque de la troupe de Wrawe en cas de non-paiement d'un tribut. Selon Wrawe, il n'était pas présent lui-même mais a reçu une part de l'argent récolté. Il affirme que l'extorsion a été perpétrée par Geoffrey Parfay (un vicaire), Thomas (aumônier de Parfay), Adam Bray (un tanneur) et Thomas Munchensy (un écuyer). Tous ces individus étaient originaires de Sudbury ou, dans le cas de Munchensy, du manoir d'Edwardeston situé à seulement six miles de là, ce qui laisse supposer qu'ils faisaient partie du groupe que Wrawe avait convoqué depuis sa ville natale. Wrawe n'était pas présent à Thetford, ayant pour alibi qu'il dirigeait le cambriolage de la maison de Cavendish à Bury, à treize miles de là, le même jour. Cet épisode d'extorsion d'argent montre encore une fois que Wrawe perd petit à petit le contrôle de sa troupe.
La question de l'étendue et de la force du leadership de John Wrawe est questionnable. Il semblait être la tête pensante d'un certain nombre d'actions, mais les agissements concrets des rebelles qui se réclamaient de lui dépassaient bien souvent son contrôle. En effet, des actions accomplies en son nom se déroulaient parfois dans des lieux très éloignés de sa zone d'influence. Ainsi, des rebelles se réclamant de sa troupe saccagent le Corpus Christi College, qui avait des liens avec Jean de Gand, et l'église de l'université de Cambridge le 15 juin 1381, et tentent d'exécuter le bedel, qui réussit à s'échapper. La bibliothèque et les archives de l'université furent également brûlées au centre de la ville. Le lendemain, l'université est forcée d'adopter une nouvelle charte, renonçant à ses privilèges royaux. Ces actions accomplies au nom de Wrawe s'étendent ensuite au nord de Cambridge vers Ely, où la prison a été ouverte et le juge de paix local exécuté.
Ce même jour du 15 juin 1381, Wat Tyler, le principal meneur de la révolte est tué lors d'une rencontre organisée avec le roi Richard II aux portes de Londres. La répression de la révolte s'amorce. Alors que quelques forces rebelles continuent la résistance lors de la bataille de Billericay, Wrawe se rend sans résistance face aux 500 hommes que le comte de Suffolk ramène de Londres. Wrawe tombe ainsi entre les mains de la justice royale.

### Procès et exécution
John Wrawe est jugé à Londres, ce qui indique qu'il a acquis une importance suffisante pour ne pas être jugé par les différentes commissions locales instituées par Richard II. Lors de son procès, son témoignage laisse penser qu'il dénonça au moins une vingtaine d'autres révoltés, sûrement dans l'espoir de se sauver alors qu'il savait que la peine de mort l'attendait en cas de condamnation. Cependant, il est condamné à mort malgré tout. Il est exécuté le 6 mai 1382 selon le supplice nommé "Hanged, drawn and quartered". John Wrawe est traîné nu sur une claie (un treillage de bois) dans les rues jusque sur les lieux de l'exécution, pendu par le cou sans que mort s'ensuive (il s'agit d'un étranglement pour étourdir le supplicié), puis éventré, éviscéré et émasculé avant d'être finalement décapité et équarri.